# Tour France
La Tour France es un rascacielos situado en el distrito de negocios de La Défense, cerca de París. Situado a orillas del Sena, el Tour France es, después del Tour Défense 2000, el edificio de apartamentos más alto de Île-de-France.

## Habitante famoso
Durante su construcción, el cantante Gilbert Bécaud hizo bajar su piano de cola con una grúa en el piso superior, antes de la construcción de la cubierta, acompañándolo él mismo durante el ascenso a la plataforma.